# Empis pachypodiata
Empis pachypodiata är en tvåvingeart som beskrevs av Jacques-Marie-Frangile Bigot 1889. Empis pachypodiata ingår i släktet Empis och familjen dansflugor. Inga underarter finns listade i Catalogue of Life.